# 国家地方警察愛知県本部
国家地方警察愛知県本部（こっかちほうけいさつあいちけんほんぶ）は、旧警察法時代に存在した愛知県の都道府県国家地方警察で、自治体警察を設けない地域を管轄区域とする。また国家地方警察大阪警察管区本部の行政管理を受ける。
1954年（昭和29年）の新警察法の公布により廃止され、新たに都道府県警察として愛知県警本部が発足した。

## 組織
1948年（昭和23年）時点
- 総務部
  - 秘書調査課、会計課
- 警務部 　 
  - 人事装備課、教養課
- 刑事部 　 
  - 捜査課、鑑識課、防犯統計課
- 警備部 　 
  - 警備課、交通課、通信課

## 地区警察署
1948年（昭和23年）時点
- 愛知地区警察署
- 東春日井地区警察署
- 西春日井地区警察署
- 丹羽地区警察署
- 葉栗地区警察署
- 中島地区警察署
- 海部地区警察署
- 知多地区警察署
- 碧海地区警察署
- 幡豆地区警察署
- 額田地区警察署
- 西加茂地区警察署
- 東加茂地区警察署
- 北設楽地区警察署
- 八楽地区警察署
- 宝飯地区警察署
- 渥美地区警察署

## 支所
1948年（昭和23年）時点
- 豊橋支所

## 県内の自治体警察
- 名古屋市警察
- 豊橋市警察
- 岡崎市警察
- 一宮市警察
- 瀬戸市警察
- 半田市警察
- 春日井市警察
- 豊川市警察
- 碧南市警察
- 挙母市警察
- 安城市警察
- 蒲郡市警察
- 鳴海町警察